# Lagarejos de la Carballeda
Lagarejos de la Carballeda (en senabrés Llagareyos) es una localidad española del municipio de Asturianos, en la provincia de provincia de Zamora y la comunidad autónoma de Castilla y León.
Esta pequeña localidad cuenta con un museo dedicado a la Beata Erundina, en el que se pueden ver objetos pertenecientes o relacionados con su vida y obra, así como otros documentos como el mensaje que envió el papa el día del homenaje realizado en Lagarejos en 2002.

## Geografía
Se encuentra ubicado en la comarca de Sanabria, al noroeste de la provincia. Pertenece al municipio de Asturianos junto con las localidades de Asturianos, Cerezal, Entrepeñas, Rioconejos y Villar de los Pisones.

## Historia
Durante la Edad Media Lagarejos de la Carballeda quedó integrado en el Reino de León, cuyos monarcas habrían acometido la repoblación de la localidad dentro del proceso repoblador llevado a cabo en Sanabria. Tras la independencia de Portugal del reino leonés en 1143 Lagarejos habría sufrido por su situación geográfica los conflictos entre los reinos leonés y portugués por el control de la frontera, quedando estabilizada la situación a inicios del siglo XIII.
Posteriormente, en la Edad Moderna, Lagarejos de la Carballeda fue una de las localidades que se integraron en la provincia de las Tierras del Conde de Benavente y dentro de esta en la receptoría de Sanabria. No obstante, al reestructurarse las provincias y crearse las actuales en 1833, Lagarejos pasó a formar parte de la provincia de Zamora, dentro de la Región Leonesa, quedando integrado en 1834 en el partido judicial de Puebla de Sanabria.
Finalmente, en torno a 1850, el antiguo municipio de Lagarejos de la Carballeda se integró en el de Asturianos.

## Demografía
| 2000 | 2001 | 2002 | 2003 | 2004 | 2005 | 2006 | 2007 | 2008 | 2009 | 2010 | 2011 | 2012 |
| 39   | 37   | 37   | 36   | 36   | 34   | 32   | 31   | 34   | 31   | 27   | 35   | 34   |

## Monumentos y lugares de interés
En el pueblo se encuentra una iglesia parroquial de arquitectura tradicional, bajo cuyo soportal se halla una puerta de formas barrocas sencillas. El presbiterio ofrece unos sugerentes volúmenes con su ábside cilíndrico.
Cuenta con un museo dedicado a la beata Erundina, una religiosa de la localidad que fue beatificada hace unos pocos años. El museo se sitúa en la sacristía de la iglesia parroquial. En él se exponen fotografías de la beata y distintos retablos realizados por ella. La devoción por esta beata ha originado una particular fiesta celebrada el primer sábado del mes de agosto. La hermandad de Lagarejos, compuesta por medio centenar de personas, se encarta de la promocionar a esta beata, la única con origen en la comarca de Sanabria.

## Cultura

### Fiestas
Celebra sus fiestas el 29 de junio, en conmemoración a San Pedro.